# フアネス
フアネス（Juanes、本名：フアン・エステバン・アリスティサバル・バスケス（Juan Esteban Aristizábal Vásquez）、1972年8月9日 - ）は、コロンビアのロック歌手。
世界中で1500万枚以上のアルバムと1000万枚のシングルを売り上げている。2009年にはビルボード誌において、"00年代のラテンアーティスト"に選ばれている。また、社会的・人道的支援の活動家としての評価も高い。

## 経歴

### 子ども時代
1972年、コロンビアの第2の都市メデジン近郊のカロリナ・デル・プリンシペに生まれる。子どもの頃から、本名のフアン・エステバンを略して「フアネス」と呼ばれていた。音楽好きの一家に育ち、彼と5人の兄弟は父親から音楽のてほどきを受けた。6歳のとき、はじめてギターを手にし、8歳で作曲をはじめた。父親は子ども達に弾かせようとアコーディオンを購入したことがあったが、盗難にあってしまったというエピソードがある。
小学校5年の終わり（コロンビア共和国の初等教育は5年）、フアネスはヘビーメタルに夢中になった。自宅で大音量でヘビーメタルを聴いていて、「あいつの聴いている音楽はなんだ！あいつは悪魔にでもなったのか！」と家族から非難された。ヘビーメタルバンドのなかでもとりわけメタリカの熱狂的なファンであった。ソロデビューしてからも、メタリカから影響を受けたことを何度も語っている。例えば、DVD"EL DIARIO DE JUANES"（『エル・ディアリオ・デ・フアネス〜フアネスの素顔』）の映像で、メタリカのメンバーからもらったリストバンドを自慢しているシーンがある。2008年のPremio MTVではメタリカのプレゼンター役を務め、ステージの下でメタリカのメンバーから抱擁を受けた。
ヘビーメタルのアーティストの真似をして、髪を伸ばし、タトゥーを入れ、ピアスをした。母親は、長髪とピアスなんて女の子のするものだと思ったが、子どもの頃から頑固だったフアネスに何を言ってもムダだと諦めていたという。
フアネスが10代を過ごした1980年代、メデジンでは麻薬組織と政府の「戦争」が繰り広げられていた。爆弾テロや、誘拐、殺人などが日常的に生じていた。フアネスも、従兄が誘拐犯に殺害され、友人が銃の犠牲になっている。メデジンのこの状況はフアネスの音楽に多大な影響を及ぼしていると考えられる。フアネスは一貫して、対人地雷や誘拐、争い、そして平和や愛について歌い続けている。また、10代の多感な時期に、周囲がこのような「ハードな」環境だったがために音楽にのめり込んでいったともいう。

### エキモシス 時代
フアネスのキャリアは、15歳のときに結成したヘビーメタルバンド「エキモシス」から始まった。メンバーは、アンドレス・ガルシア、フェルナンド・"トビー"・トボン、ホセ・ダビッド・ロペラ。フアネスは、ボーカル、ギター、作曲を担当した。初期エキモシスは、メタリカ等の影響を受けたヘビーメタルバンドであったが、かれらは「スペイン語のメタリカ」になることを目指さず、次第に「民族音楽」との融合をはかった音楽となる。90年代、ブラジル出身のバンド・セパルトゥラが祖国ブラジルのリズムや楽器を取り入れたスタイルで、欧米や日本において人気を博していた。エキモシスのメタルとコロンビア音楽の融合というスタイルは、ポスト・スラッシュ時代の「南米産メタル」のひとつの流れのなかにあったと思われる。
ライブ活動を経て、2曲入りのデモテープを録音。これらの曲は、メデジンの街にあふれる暴力やコロンビアにおける社会問題について歌っており、現在のフアネスの楽曲と通じるものがある。デモは完売し、セカンド・アルバムの準備に着手したところ、運よくコディスコス・レーベルとの契約を結ぶ。
売れない頃は、安宿とひどい食べ物、ときには空腹を我慢しながら、ツアーにまわった。偏食のフアネスは、ハンバーガーなどの好物を食べられないため、他のメンバーよりもツアーでは苦しんだと当時のメンバーが語っている。
1993年にはヒット曲"Solo"を含むアルバム"Niño Gigante"、1994年 "Ciudad Pacífico"、1995年には新規メンバーが加入し "Amor Bilingüe"をリリース。コロンビア国内での知名度をあげていった。
バンドが軌道に乗り始めた頃、フアネスはボリバリアーナ大学で産業デザインの勉強をしていた。彼の両親は、彼が音楽にのめり込み始めたときから、勉学を優先するようにうるさく言っていた。だが、家族の反対をよそに、卒業を間近にしてフアネスは大学を中退し、音楽の道に進んだ。
95年にはボンジョビのオープニング・アクトに選ばれたが、実現はしなかった。96年にアンプラグドのライブアルバムをリリース、同じ年にロスアンゼルスツアーと米国でのレコーディングを企画し、97年にバンド名と同名のアルバム"Ekhymosis"をリリース。このアルバムに収録されている"La Tierra"は大ヒットし、「第2のコロンビア国歌」とまで呼ぶ者もいる。バンドは絶頂期を迎えたが、方向性の違いからフアン・エステバンは脱退し「フアネス」としてソロ活動を始めることになった。ドラマーのホセは、フアネスのファースト・アルバムから参加し、ギターのトビーもまたセカンド・アルバムから現在までフアネスの音楽を支えている。
2012年現在、主要メンバーは脱退しているが、エキモシスはコロンビア国内で活動をしている。

### Fijate Bien 「フィハテ・ビエン~気をつけろ!-愛する君へのメッセージ」
ソロデビューを目指して、99年単身でロスアンゼルスに渡る。この年、EP版のデモを作成しレコード会社をまわったが反応は悪かった。レコード会社は彼のようなロック色の濃いスタイルではなく、もっと今風のサウンドを求めていた（スペイン語版wikipediaより）。「観光ビザで入国していて銀行口座は開けず、全財産はジャケットの内ポケットの中」（アエラ2006.7.3）、すなわち非正規滞在者であった。人生でもっともハードな時期であったと、インタビューでしばしば語っている。フアネスの母親は、彼がロスから電話をしてきて泣きながら「帰りたい」ともらしたが、「強くなりなさい」とアドバイスしたと語っている。（"Juanes - La Fuerza De La Palabra " Difusión より）
レコード会社に送ったデモは、ロック・エン・エスパニョールの名プロデューサー、グスターボ・サンタオラヤの手に渡った。彼は、フアネスの資質と可能性を見いだし、彼のプロデュースで2000年にファーストソロアルバム"Fijate Bien"（フィハテ・ビエン~気をつけろ!-愛する君へのメッセージ）が発売される。また、数々のラテン系アーティストを一躍有名人に押し上げたフェルナン・マルティネスが彼のマネージャーについた。才能あるアーティストは、大物プロデューサーと大物マネージャーの後ろ盾を得たのである。
このアルバムは大ヒットにはならなかったが、それにもかかわらずラテングラミー7部門にエントリーされ3部門で受賞し、無名のロック歌手は一躍有名人となった。
このアルバムに含まれる楽曲のサウンド的な特徴は、エキモシス後期とも共通するポップ・ロックとコロンビアの民族音楽のミックスである。歌われている内容は、故郷コロンビアの状況を歌ったものや、人々が傷つけあう姿を歌ったものなど、全体として暗いイメージの楽曲で占められている。代表作" Fijate Bien "は、対人地雷について歌っており、「足下に注意、歩くときは注意して、地雷が君の足をバラバラにしてしまわないように」と、故郷の人々に注意を促す内容である。
なお、日本では2006年に"Mi Sangre"（『愛と情熱の絆』）の発売にあわせて、旧作として発売された。

### Un día normal「ウン・ディア・ノルマル〜君を想う愛おしい日」
2002年に発表されたこの作品は、前作のツアー中に書きためた曲をもとに作られた。アルバムは世界中で200万枚以上を売り上げ、大ヒットを記録した。コロンビアでは、発売初日にゴールドアルバムを獲得。「ビルボード・ラテン・チャート」では、トップ10に92週にも渡ってランクインした。MTVラテンアメリカアワードでは、年間最優秀アーティストに選ばれた。
ラテングラミーでは6部門を受賞している。2002年に" A Dios Le Pido（神に祈りを）"がロック部門の最優秀ソングを受賞し、翌年の2003年、最優秀アルバム、ベストロックアルバム、最優秀ソング“ Es por ti（君がいるから）”、最優秀レコーディング作品“ Es por ti（君がいるから）”、ベストロックソング“Mala gente（小悪魔）”の5冠を達成した。
前作の楽曲は、危険で暗く傷ついたイメージの歌詞が特徴的であったが、本作の歌詞は生きること、愛、平和に彩られている。フアネス自身、前作「フィハテ・ビエン」時代を夜の闇とすれば「ウン・ディア・ノルマル」はその後訪れた夜明けだと述べている。このアルバムで歌われている愛の物語は、フアネスの実際の経験をもとに作られたという。
アルバムの成功だけでなく、数多くのシングル曲が大ヒットした。先行シングル" A Dios Le Pido（神に祈りを）"は、発売後、またたく間にラテンアメリカ各国やヨーロッパで大ヒットし、12カ国で1位を獲得した。「ビルボード・ホット・ラテン・ソングス」には47週連続でチャートインした。歌詞の内容は、家族や身近な人、そして未来の子どもたちを守ってくれるよう神に祈るというものである。
ファーストシングル“A Dios Le Pido （神に祈りを）”につづき、“Es por ti（君がいるから）” “Mala gente（小悪魔）”、ネリーファータドとのデュエット曲“Fotgrafìa（君の写真を見つめる時）”など、本作に含まれている楽曲はロックからバラードまで多彩である。そして本作の成功によって、愛と平和を歌うフアネスのイメージが確立された。

### シングル " Juntos(Together) "
ディズニー製作映画 " McFarland, USA " 主題歌。

## 影響を受けた音楽
幼少の頃から、さまざまな音楽を聴き、それが彼の音楽のベースになっていることは、さまざまなインタビュー等でとりあげられている事実である。ただ、挙げられるジャンルおよびアーティストは、記事やインタビューごとに多少の差異がみられる。記事の書き手がフアネスの音楽に抱く印象から書かれたケース、フアネスがそのときどきに聴いた音楽を列挙しているケース、フアネスがインタビューの意図にあわせて回答しているケースなど、さまざまな要因によって、列挙されるジャンルおよびアーティストが変化していると考えられる。
日本の雑誌では、月刊ラティーナ2006年7月号のインタビューで影響を受けた音楽やお気に入りの音楽について詳しく述べられているので、当該部分について引用する。「ーメタリカやレッド・ツェッペリンに影響されたといっていますが、現在、影響を受けているアーティストはいますか？　フアネス（以下J）広いジャンルから影響を受けています。一番はロック。ボクにとってロックはずっと重要だったんです。でも、最終的にはコロンビアやラテンアメリカのポップスに帰すると思います。フォルクローレの影響がずっと強かったんですが、もちろん新しい音楽も聴いています。ロックもそうだし、新しく変化していった音楽や、そんなものすべてです。たとえば、カエターノ・ヴェローゾ、U2、コールド・プレイ、キーンなどが好きです。ーギタリストでは？　J 始めたころはキューバ人のシルビオ・ロドリゲス、それから、ジミヘン、エリック・クラプトン、デヴィッド・ギルモア」「メタリカ、ツェッペリン、ブラックサバスのような音楽をやってたんです」「ーあなたの生まれ故郷メデジンの音楽といったら？　J グアスカが人気です。これは山のほうから伝わった音楽。カリレーラというのも人気で、基本的にはそのふたつです」「ーメデジンでもいろんなジャンルの音楽が聞かれているということですね？　J もちろんです。バジェナートは人気だし、バンブーコやパシージョ、メキシコのランチェーラなんかも、メデジンでは人気です。マリアッチも聞けるし、ボレロは大事な音楽だし、サルサももちろんです。ー最も影響を受けたコロンビアのアーティストはだれですか　J ジョー・アロージョ、カルロス・ビベス、ディオメデス・ディアス、ダリオ・ゴメス…。ダリオ・ゴメスはオクタビオ・メサと並んでグアスカやカリレーラのジャンルでとても重要な人物です。カルロス・ビベスが重要なのは、コロンビアで初めてポップとロックを融合させ、うまくやった人だから。カルロス・ビベスのおかげで、多くのアーティストの道が開けたと思います」。
日本公式サイトでは、「フアネスの音楽への情熱はコロンビア伝統音楽（バジェナート＆グアスカ）に止まらず、ボレロ、タンゴ、ランチェーラ、クンビアを吸収していく」と記述されているが、クンビアはコロンビア伝統音楽であるので、記述としては不適当と思われる。また、しばしば「コロンビア伝統音楽の影響」という説明がなされるが、コロンビアの音楽は地域的なバリエーションが非常に豊かである。フアネスの音楽への影響という点では、故郷のアンティオキア州の音楽からの影響がもっとも大きいと考えられる。

## スペイン語へのこだわり
世界的な成功をおさめ、拠点は米国にありながら、スペイン語でしか歌わないことに強いこだわりをもっている。米国でのデビューから10年以上経っているが、その姿勢を崩すことはない。2012年5月27日付のニューヨークタイムズ紙においても、「スペイン語は僕の基礎です。スペイン語は僕にしっかりとした基盤を与え、僕を守ってくれます。スペイン語は僕が僕であることの根本になっているのです」と答えている。
ただしわずかな例外がある。"La Vida ...Es Un Ratico En Vivo"に収録された" Odio Por Amor "では、サビ部分で" It's Time To Change "という英語のフレーズが使われている。彼の曲の中で初めての英語である。ただ、1曲まるごと英語曲を歌うつもりはこれからもないと断言している。
他にもトニー・ベネットとのデュエット曲でも、一部英語の歌詞を歌っている。これに関しても、インタビューで「仕方なかった」と答えている。
ところが、2013年のグラミー賞でのプレゼンテーションで、エルトン・ジョンのカバーを披露した。前半は原曲どおりの英語、後半はスペイン語訳を歌った。その直後に、英語でのオリジナル曲を作成中であることを明らかにしている。次回作は、英語曲とスペイン語曲が並ぶアルバムになるといわれている。

## 家族
妻は、女優のカレン・マルティネス。子どもは、長女ルナ、次女パロマ、長男ダンテの3人。フアネスの社会的活動の原動力は、この3人の子どもである。インタビューでは、子どもができたときに、ある人から「この子はこの世界で大きくなるんだよ、20年この世界はどうなってると思う？」と問われ、社会的貢献に対する意識が変わったと述べている。
フアネスは、楽曲のなかで家族への愛情を表現している。「パラ・セル・エテルノ(永遠となるため)」は癌で亡くなった父親について、「ラ・ウニカ(君だけを愛している)」は母親について歌っている。「Tu Guardian（君を守りたい）」は長女ルナについて歌っている。

## ディスコグラフィ

### エキモシス
- Desde Arriba Es Diferente（デモ）
- De Rodillas
- Niño Gigante
- Ciudad Pacífico
- Amor Bilingüe
- Unplugged (Acústico)
- Ekhymosis

### ソロ時代
- Fíjate Bien（フィハテ・ビエン~気をつけろ!-愛する君へのメッセージ）
- Un Dia Normal（ウン・ディア・ノルマル〜君を想う愛おしい日）
- Mi Sangre（愛と情熱の絆）
- La Vida... Es Un Ratico（ライフ〜愛と情熱の日々）
- La Vida...Es un Ratico en Vivo
- P.A.R.C.E.
- MTV Unplugged Juanes

### アーティストとのコラボレーションなど
- 2004年 "Abre tu corazón" （「パワーレス」スペイン語バージョン）ネリー・ファータド　"Folklore"（日本盤「フォークロア」には未収録）
- 2004年「テ・ブスケ~あなたを探して…。」ネリー・ファータド『ルース』
- 2004年「愛の代償」タブー （ブラック・アイド・ピーズ）『愛と情熱の絆』
- 2004年 " A tu lado " Antonio Carmona " Vengo venenoso "
- 2004年 " La peleita " Alejandro Sanz y Calle 13 " El tren de los momentos "
- 2004年 " No te cambio " Paulina Rubio " Ananda "
- 2004年 " El burrito de Belén (Burrito sabanero) " Juanes Superestrellas en Navidad
- 2006年「いそしぎ」トニー・ベネット『デュエッツ：アメリカン・クラシック』
- 2006年  " Il mio canto libero  "  Laura Pausini  " Io canto "
- 2006年  " Mi libre canción " Laura Pausini " Yo canto "
- 2007年 " Nada particular " Miguel Bosé " Papito "
- 2007年  " El jornalero " Octavio Mesa & Tego Calderón " Homenaje "
- 2007年  " Dónde estarán, tan tan " Jorge Velosa & Cantoalegre " Un dos tres por mí y por todos "
- 2007年  " Duérmete mi niño " Cantoalegre " Un dos tres por mí y por todos "
- 2008年 " Volverte a ver "  Raphael " 50 años Después "
- 2008年 「イ・ヴァモス・ラ」セルジオ・メンデス『モーニング・イン・リオ』
- 2008年  " El gato bandido " Carlos Vives " Pombo Musical "
- 2009年  " Lago Calima " Arthur Hanlon " Piano Sin Fronteras "
- 2009年  " Aldapeko "  Kepa Junkera " Kalea "
- 2009年  " Gioia Infinita / Gioia Infinita (Soul Mix) "  Negrita feat. Juanes " Helldorado "
- 2009年 " Movin " Macaco PV出演
- 2010年  " Somos el mundo " Varios Artistas " 25 por Haití "
- 2010年  " Ay Haiti "  Varios Artistas  " Mezclando por Haití "
- 2010年 " Gracias a la vida " Varios Artistas " Voces unidas por Chile "
- 2010年 「ラ・カジェ』フアン・ルイス・ゲーラ『アソンデゲーラ』
- 2010年  " Bye Bye" Juanes, Amaral, Pereza, M-Clan (Tarque), Rosendo y Otros " Bye Bye Ríos Rock hasta el final "
- 2011年  " La Jaula de Oro " Juanes y Tigres del Norte " MTV Unplugged "

## 映画
ジェニファー・ロペス主演『ボーダータウン 報道されない殺人者』で、フアネスはロックスターの本人役で出演している。

## 著作
- 2013 " Persiguiendo el sol " Celebra Hardcover
- 2013 " Chasing the Sun " Celebra Hardcover